# Горбунов, Сергей Александрович (Герой Социалистического Труда)
Сергей Александрович Горбунов (6 июня 1917 года, Ходжент, Российская империя — 18 июня 1981 года, дата смерти неизвестна, Ленинград) — токарь авторемонтного завода «Ленавторемонт» Министерства автомобильного транспорта РСФСР. Герой Социалистического Труда (1971).

## Биография
Родился в 1917 году в Ходженте. В 1934 году окончил школу фабрично-заводского обучения, после которой трудился на Кировском заводе. С 1941 года — член ВКП(б). После начала Великой Отечественной войны вместе с заводским коллективом эвакуировался на Урал, где проработал на одном из местных заводов до 1946 года. В этом же году возвратился в Ленинград.
С 1947 года — токарь 1-го авторемонтного завода (с 1970 года — в составе производственного объединения «Ленавторемонт»). Занимался рационализаторской деятельностью, в результате чего значительно возросла его производительность труда. Изобрёл приспособление для токарного станка, благодаря чему стопорные шайбы обтачивали в два раза быстрее. В начале 1950-х годов получил личное клеймо качества.
Досрочно выполнил личные социалистические обязательства и производственные задания Восьмой пятилетки (1966—1970). Указом Президиума Верховного Совета СССР от 4 мая 1971 года удостоен звания Героя Социалистического Труда за «выдающиеся успехи, достигнутые в выполнении заданий пятилетнего плана по перевозкам народнохозяйственных грузов и пассажиров, строительству и содержанию автомобильных дорог» с вручением ордена Ленина и золотой медали «Серп и Молот».
После выхода на пенсию проживал в Ленинграде. Дата смерти не установлена.
Награды
- Герой Социалистического Труда
- Орден Ленина
- Орден Трудового Красного Знамени (21.06.1957)